# Protylopus
Protylopus is een geslacht van uitgestorven zoogdieren, dat voorkwam in het Laat-Eoceen.

## Beschrijving
De kiezen van dit tachtig centimeter lange kameelachtige dier waren klein en laagkronig en vormden een aaneengesloten reeks. Aan zowel de korte voor- als de lange achterpoten bevonden zich vier tenen, die alle de grond raakten. Het gewicht van de achterpoten werd gedragen door de derde en vierde teen. De tweede en vijfde teen waren rudimentair, terwijl de functionele tenen puntig waren. Hieruit kan men concluderen, dat het dier op smalle hoeven liep in plaats van op brede eeltkussens.

## Leefwijze
Het voedsel van dit dier bestond uit zachte plantenbladeren.

## Vondsten
Resten van dit dier werden gevonden in Noord-Amerika, meer bepaald in de Amerikaanse staten Utah en Colorado.